# 杉浦明平
杉浦 明平（すぎうら みんぺい、1913年〈大正2年〉6月9日 - 2001年〈平成13年〉3月14日）は、日本の小説家、評論家、翻訳家。

## 経歴
1913年（大正2年）愛知県渥美郡福江村（現在の田原市折立町）で、小地主兼雑貨商の長男として生まれる。父の太平は、1963年（昭和38年）から1967年（昭和42年）に死去するまで渥美町長をつとめている。
1926年（大正15年）、愛知県豊橋中学校（現在の愛知県立時習館高等学校）を四年生修了で第一高等学校へ進学、1936年（昭和11年）東京帝国大学文学部国文学科卒業。一年下の後輩、立原道造と一高の短歌会で知り合い、共に1935年（昭和10年）同人誌「未成年」を発行。同人に寺田透、猪野謙二がいる。立原道造は、杉浦の郷里渥美の伊良湖を訪れた。立原が1939年（昭和14年）に24歳で死去した後に『立原道造全集』（全3巻、山本書店、1940年）を堀辰雄・生田勉等と編み、立原所有の蔵書整理を行った、後年には『立原道造詩集』（岩波文庫、1988年）を編集刊行した。
大学卒業後、出版社などに勤めながら、イタリア・ルネサンスの研究を続け、その成果は著書『ルネッサンス文学の研究』ほかに、『レオナルド・ダ・ヴィンチの手記』、『ルネサンス巷談集』、『ミケランジェロの手紙』翻訳や、児童文学では『ピノッキオの冒険』、『チポリーノの冒険』、『クオレ』などの訳著がある。
1944年（昭和19年）1月、友人の妹の寺島美和子と結婚。同年、帝国大学新聞編集員時代の友人田宮虎彦の妻子が杉浦の海岸の別宅に疎開に来た。
1945年（昭和20年）4月、郷里に戻り、以後、2反5畝の農に親しみながら作家生活を送る。1946年（昭和21年）には郷里で短歌会の指導をはじめる。若い会員の中には後の日本共産党細胞の中核となった者もいた。1947年（昭和22年）、野間宏、丸山眞男、生田勉、寺田透、猪野謙二、瓜生忠夫などと「未来の会」を作り、翌年雑誌「未来」発行。
1949年（昭和24年）1月、野間宏らの推薦により日本共産党に入党。福江細胞をつくり、町政の暴露宣伝につとめた。
1952年（昭和27年）10月、福江町の公選教育委員に当選。1955年（昭和30年）から渥美町の町議会議員（当選2回、1963年引退）をつとめるなど、地元の政治活動にも積極的に参加した。その時期に直接間接に見聞きしたことを元に、海苔養殖業者の利権争いと地域ボスの土着の実体をユーモアを交えながら書いた『ノリソダ騒動記』というルポルタージュを1952年（昭和27年）から翌年にかけて『近代文学』に連載、新スタイルの記録文学との評判をとった（1953年に未來社で刊行）。現代の記録文学の実質的創始者ともいえる。
1955年（昭和30年）、1953年の台風13号による被害と、その災害復興をめぐる騒動を描いたルポルタージュ『台風十三号始末記』（岩波新書）を発表。1962年（昭和37年）、地方政治を風刺した小説『赤い水』（光文社）を発表。前者は『台風騒動記』（1956年）として、後者は同名の映画として、それぞれ山本薩夫監督により映画化された。
1961年（昭和36年）、第8回党大会に際して、野間宏・安部公房らとともに党の方針にそむく声明を出したとして、党員権停止の処分を受けた。
主要な作品は1971年（昭和46年）から翌72年にかけ『杉浦明平記録文学選集』を刊行した。後年にも『夜逃げ町長』（講談社、1990年）がある。
故郷にほど近い田原藩の江戸家老であった渡辺崋山についても『わたしの崋山』、『崋山探索』、『小説 渡辺崋山』（毎日出版文化賞）、『崋山と長英』、多く著作を刊行した。
2001年（平成13年）3月14日、脳梗塞のため死去。戒名は文光院釈明道。
なお上記経歴は、『杉浦明平を読む Ⅰ・Ⅱ』（別所興一・鳥羽耕史・若杉美智子、風媒社）及び『杉浦明平暗夜日記 1941-45』（若杉美智子・鳥羽耕史編、一葉社）収録の「杉浦明平略年譜」を参照した。

## 杉浦明平寄贈図書室
1994年渥美町に新しく設立された図書館（現田原市渥美図書館）の2階に、杉浦明平が寄贈した書籍を集めた「杉浦明平寄贈図書室」が設置された。寄贈された約17000部のうち約9000部がこの部屋に集められ、残りの約8000部は1階の開架閲覧室に配された。

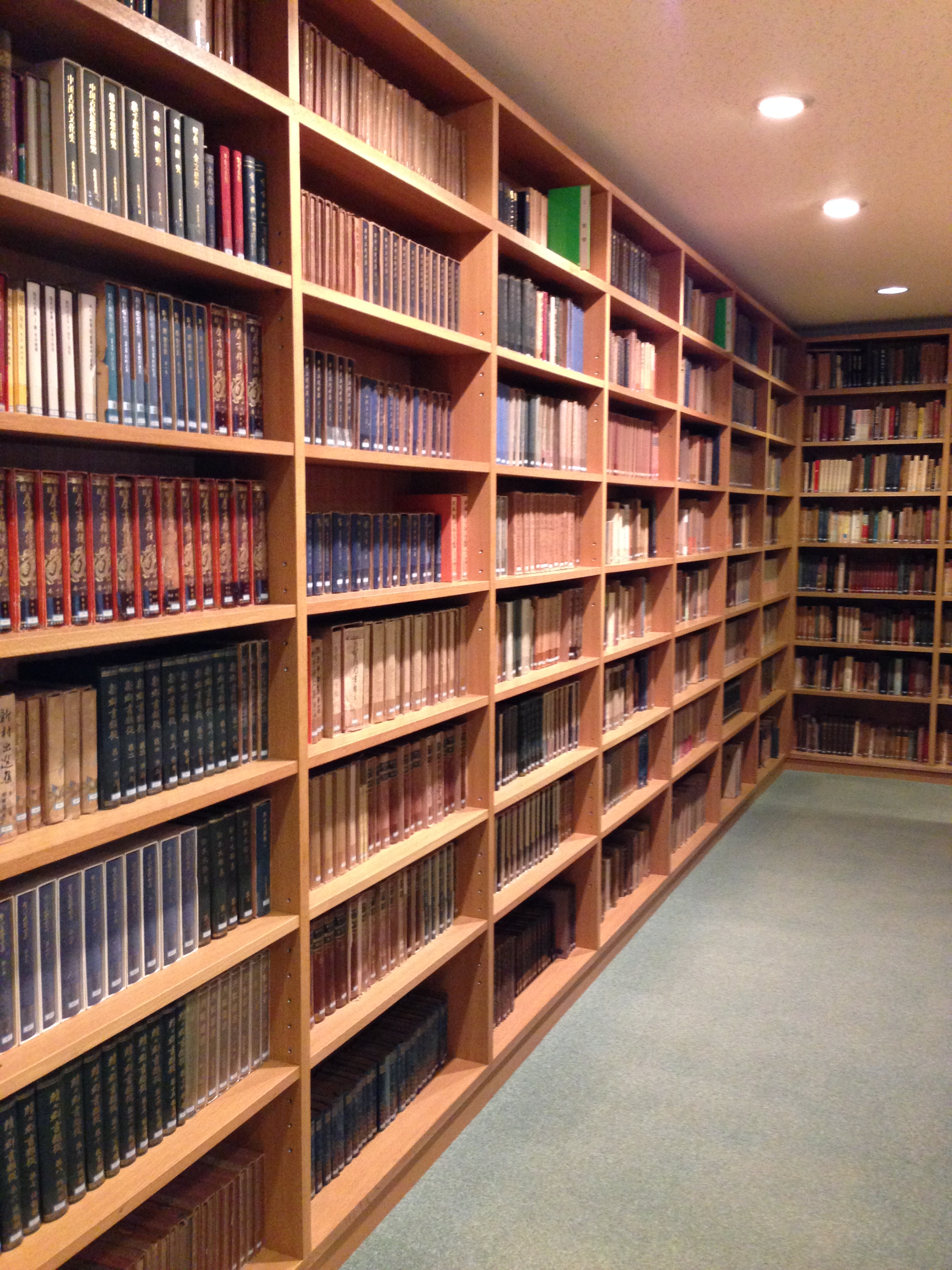
杉浦明平寄贈図書室の書架
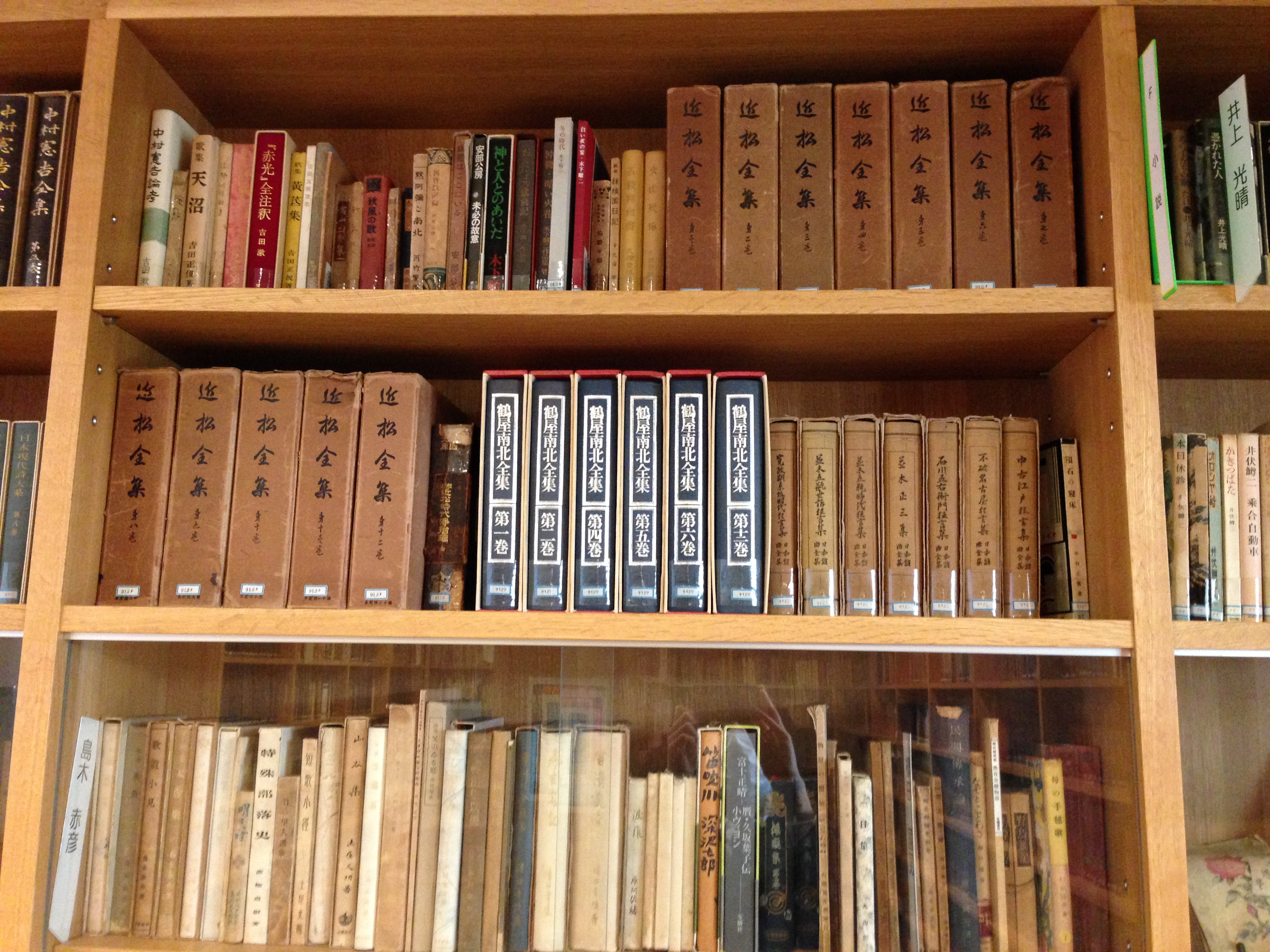
杉浦明平寄贈図書室の書架
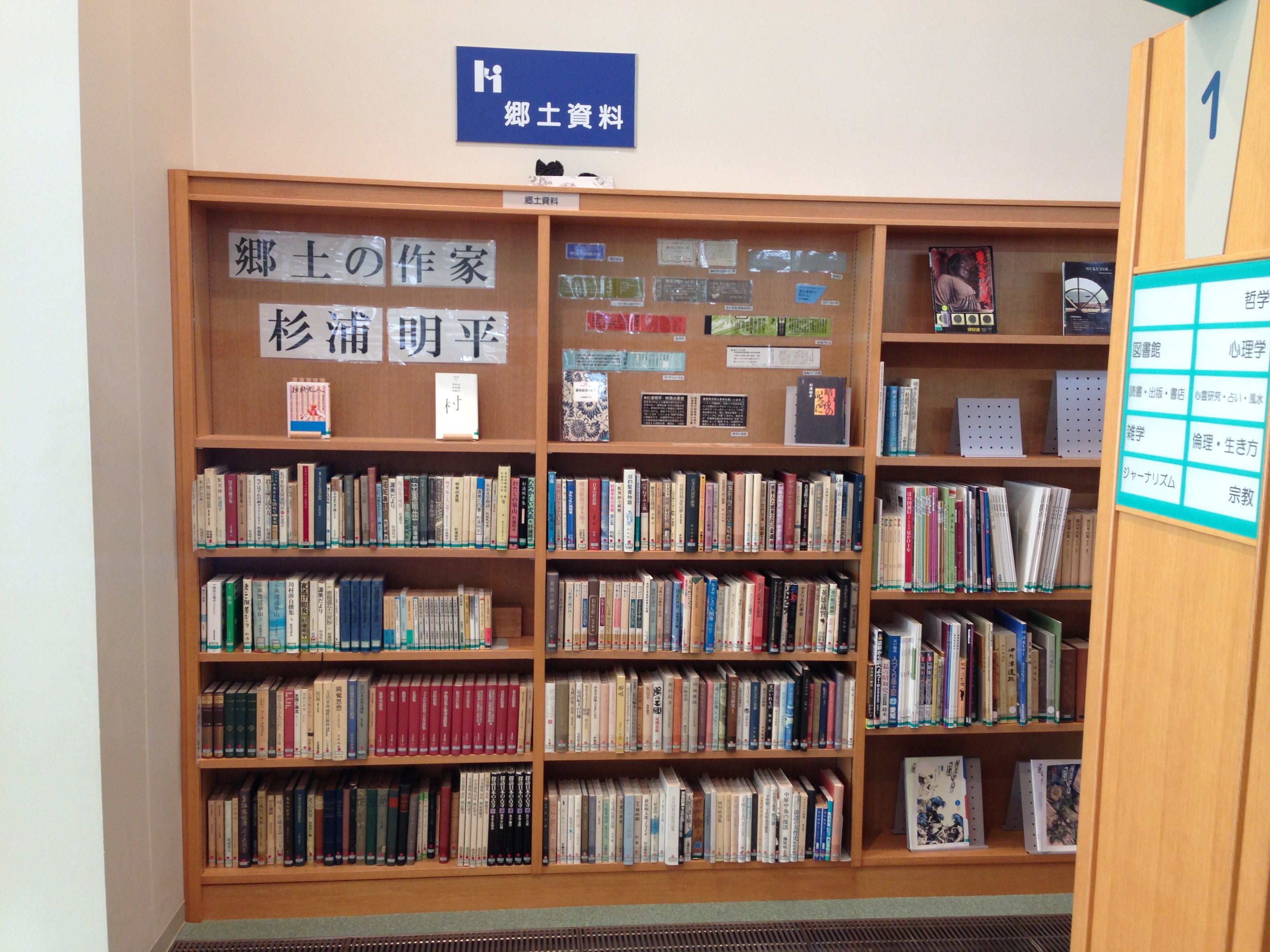
田原市渥美図書館1階開架室

## 人物
学生時代から友人たちに「ミンペイ」「ミンペイさん」などと呼ばれていたが、没後も「みんぺーさん」という表記が見られ愛称として定着している。
第一高等学校入学後の1931年（昭和6年）、土屋文明を訪ね、短歌雑誌アララギに入会し、約5年作歌した。アララギの歌人としての代表作に、野坂参三を歌った「延安に憧れたりしは四年前か帰り来し人の記事ぞ身にしむ」がある。1950年（昭和25年）に自費出版した『暗い夜の記念に』は戦後初めての日本浪曼派批判の書といえる。
中高年になって以降も月に1万ページの読書を自らに課していたとされ、イタリア・ルネサンスから日本の近世・近代文学や思想研究、短歌評論、創作に至るまで、その博覧強記に裏打ちされた縦横無尽な執筆活動を繰り広げた。他にもイタリア童話翻訳、記録文学（ルポルタージュ）など、文壇とは距離を置きながらも、文学史に残る足跡を多く残し、被差別部落問題、狭山事件、ハンセン病など政治・社会の問題にも幅広く行動を起した。
書籍やレコードの蒐集家としても知られ、蔵書数は3万冊以上ともいわれるが、杉浦本人も正確には把握できないほど膨大であり、自宅前のコンクリート造りの書庫に保管していた。蔵書とレコードは自身で分類カードを作成し、検索が可能なように机の引き出しに入れていたという。
『世界大百科事典』の編集委員をつとめ、その「アレティーノ」「サッケッティ」「デカメロン」「バンデロ」および「ボッカッチョ」の項目を執筆した。

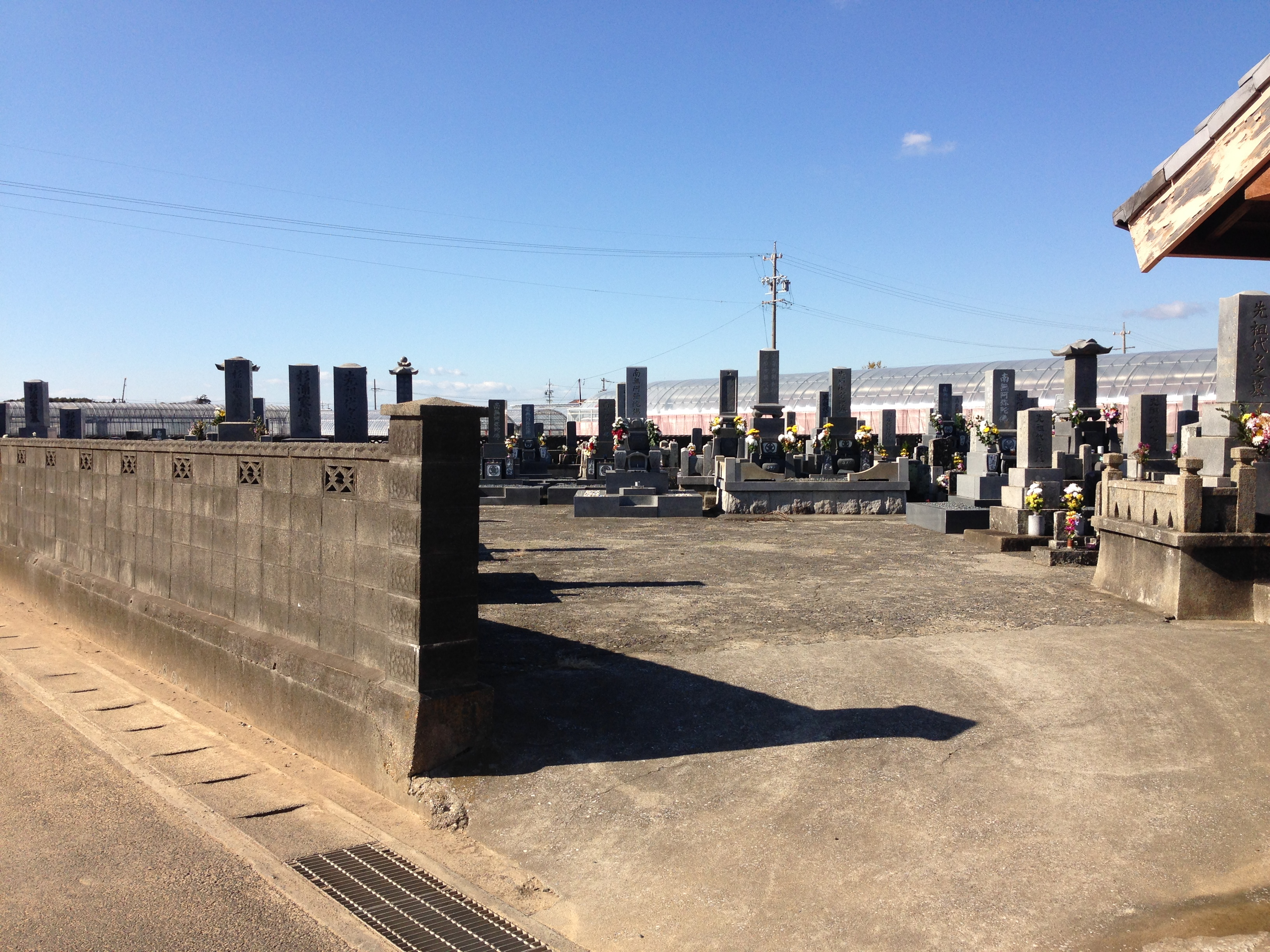
杉浦家の墓のある共同墓地
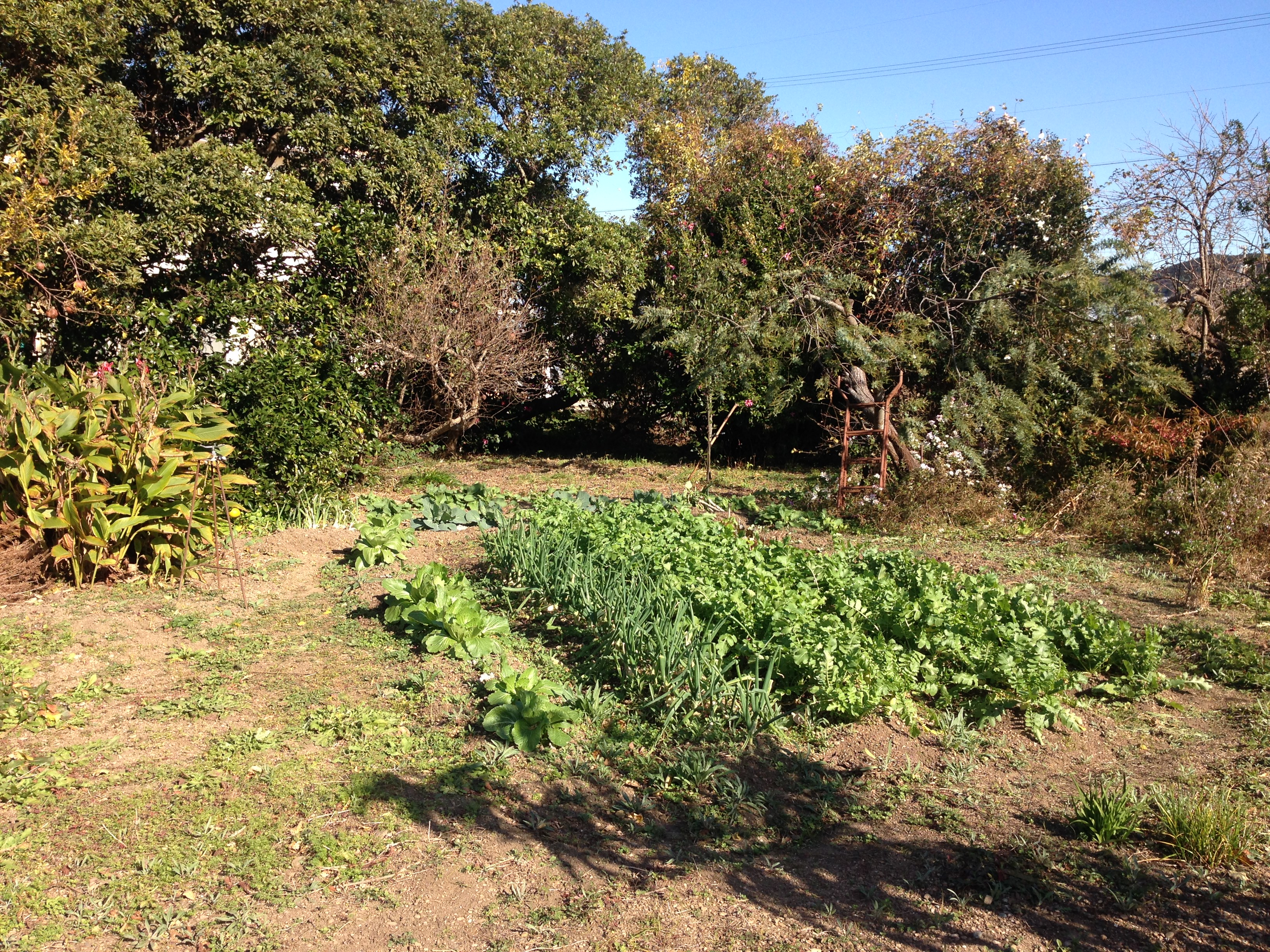
果樹や野菜を作っていた家庭菜園

## 著書
- 『ルネサンス文学の研究』（潮流社、1948年、未来社、1955年、新版1983年）
- 『暗い夜の記念に』第1作品集（700部自費出版、1950年）、新版：風媒社、1997年
- 『世界文学案内』（中教出版、1951年）
- 『戦後短歌論』（ペリカン書房、1951年）、復刻：日本図書センター「近代文芸評論叢書」
- 『石川啄木』（福村書店、1952年）
- 『作家論』（草木社、1952年）。改題『現代日本の作家』（未来社、1956年）
- 『ノリソダ騒動記』（未来社、1953年）、のち講談社文芸文庫（解説：川村湊）
- 『文学の方向』（三一書房、1953年）
- 『芸術と人生の環』（未来社、1954年）
- 『基地六〇五号』（大日本雄弁会講談社、1954年）
- 『斎藤茂吉』（要書房、1954年）
- 『村の選挙』（柏林書房、1955年）
- 『台風十三号始末記 ルポルタージュ』（岩波新書 青版、1955年、復刊2008年）
- 『国境の海』（青木書店、1955年）
- 『現代アララギ歌人論』（私家版、1955年）
- 『痴漢の効用 小さな町から』（文学評論社、1956年）
- 『細胞生活：共産党員の悲しみと喜び』（光文社<カッパブックス>、1956年）
- 『町会議員一年生：一学期の巻』（光文社<カッパブックス>、1957年）
- 『革命文学と文学革命』（弘文堂、1958年）
- 『現代短歌茂吉文明以後』（弘文堂、1959）
- 『田舎の文化・田舎の政治』（未来社、1961年）
- 『海の見える村の一年：新農村歳時記』（岩波新書 青版、1961年）
- 『赤い水』（光文社<カッパノベルス>、1962年）。1963年に山本薩夫監督で映画化
- 『田舎・炭鉱・部落 ドキュメント』（未来社、1963年）
- 『町民大会前後』（三一書店<三一新書>、1964年）
- 『戦国乱世の文学』（岩波新書 青版、1965年)
- 『哄笑の思想』（講談社、1966年）
- 『地方議員の涙と笑い：政治に興味を失った人のために』（番町書房、1967年）
- 『維新前夜の文学』（岩波新書 青版、1967年）、新版・岩波書店「岩波新書の江戸時代」、1993年
- 『わたしの崋山』（未来社、1967年）、新版：ファラオ企画、1991年
- 『記録文学の世界』（徳間書店、1968年）
- 『椿園記・妖怪譚』（講談社、1969年）
- 『杉浦明平記録文学選集』（全4巻、読売新聞社、1971-1972年）
- 『小説 渡辺崋山』（上下、朝日新聞社、1971年）、のち朝日文庫（全8巻、解説：本多秋五）
- 『崋山探索』（河出書房新社、1972年）、のち岩波同時代ライブラリー
- 『桃源郷の夢 わがバリエテ』（創樹社<バリエテ・シリーズ>、1973年）
- 『田園組曲』（講談社、1973年）
- 『大田蜀山人 狂歌師の行方 日本の旅人』（淡交社、1974年）
- 『新・古典文学論』（創樹社、1974年）
- 『渥美だより』（家の光協会、1974年）
- 『三とせの春は過ぎやすし』（河出書房新社、1974年）
- 『カワハギの肝』（六興出版、1976年）。のち光文社文庫、新版も刊
- 『崋山と長英』（第三文明社<レグルス文庫>、1977年）
- 『渥美の四季』（家の光協会、1977年）
- 『化政・天保の文人』（日本放送出版協会<NHKブックス>、1977年）
- 『闇と笑いの中』（河出書房新社、1978年）
- 『杉浦明平著作選』（上・下、講談社文庫、1978年、解説玉井五一）
- 『列島文学探訪 北海道から水俣まで』（オリジン出版センター、1978年）
- 『記録文学ノート』（オリジン出版センター、1979年）
- 『私の家庭菜園歳時記』（実業之日本社、1980年／風媒社、1999年）、のち朝日文庫
- 『失踪記』（講談社、1980年）
- 『君主論の読み方：権謀術数は悪の論理か』（徳間書店、1980年）
- 『養蜂記』（中央公論社、1980年）、のち中公文庫
- 『ボラの哄笑 渥美風物誌』（河出書房新社、1982年）
- 『歎異抄 古典を読む』（岩波書店、1983年）、のち岩波同時代ライブラリー、岩波現代文庫（解説：今村仁司）
- 『老いの一徹、草むしり』（PHP研究所、1984年）
- 『泥芝居』（福武書店、1984年）、のち福武文庫（解説：絓秀美）
- 『天下太平に生きる―江戸のはみだし者』（筑摩書房、1984年）
- 『本・そして本　読んで書いて五十年』（筑摩書房、1986年）
- 『農の情景―菊とメロンの岬から』（岩波新書 新赤版、1988年）
- 『明平、歌と人に逢う 昭和戦争時代の青春』（筑摩書房、1989年）
- 『夜逃げ町長』（講談社、1990年）、のち講談社文芸文庫（解説：小嵐九八郎）
- 『なつかしい大正』（福武書店、1991年）
- 『偽「最後の晩餐」』（筑摩書房、1992年）
- 『東海道五十三次抄』（オリジン出版センター、1994年）
- 『当てはずれの面々　江戸から明治へ』（岩波書店、1998年）
- 『杉浦明平集　戦後文学エッセイ選6』（影書房、2008年）

### 共編著
- 『日本の思想16　切支丹・蘭学集』（筑摩書房、1970年）
- 『現代日本記録全集13　ひとすじの道』（筑摩書房、1970年）
- 『世界を創った人びと11　レオナルド・ダ・ヴィンチ‐ルネサンス万能の天才』（平凡社、1978年）
- 『漬けもの手帖』小川敏男共著（平凡社カラー新書、1978年）
- 『武蔵野の夜明け 今昔物語集』（平凡社、1979年、新版1984年）。『今昔ものがたり』（岩波少年文庫、1995年、新版2004年）
- 『日本の古典16　南総里見八犬伝』（世界文化社、1982年、新版2007年）
- 『日本の名随筆94　草』（作品社、1990年）
- 『思想の海へ－解放と変革3 江戸期の開明思想　世界へ開く・近代を耕す』別所興一共編（社会評論社、1990年）

### 主な文学全集
- 昭和39年「新日本文学全集　杉浦明平・井上光晴集　第19巻」筑摩書房
- 昭和42年「現代日本文学全集　現代文芸評論集Ⅱ」筑摩書房
- 昭和45年「日本の文学　名作集Ⅳ　第80巻」中央公論社
- 昭和47年「現代日本文学大系　花田清輝・開高健・杉浦明平・小田実集　第84巻」筑摩書房
- 昭和49年「現代の文学　杉浦明平・深沢七郎集　第9巻」講談社
- 昭和51年「土とふるさとの文学全集　第13巻」家の光協会
- 昭和56年「北海道文学全集　第18巻」立風書房
- 平成元年「昭和文学全集　中短編小説集　第32巻」小学館
- 平成2年「長野県文学全集　第9巻　随筆・紀行編」郷土出版社

### 翻訳
- ナサニエル・ペッファ『極東平和の先決条件』（興亜院政務部、1941年）
- レオナルド・ダ・ヴィンチ『科学について』（十一組出版部、1943年）
- 『ルネサンス小説集』（十一組出版部、1946年）
- ミケランジェロ・ブオナロッティ『ミケランヂェロの手紙』（青磁社、1948年）
  - 改訂版『ミケランジェロの手紙』（岩波書店、1995年）
- サケッティほか『イタリア浮世草子』（若草書房、1948年）
- ディーノ・コムパーニ『白黒年代記』（日本評論社<世界古典文庫>、1948年）
- マッテオ・バンデルロ『風流ミラノ夜話』（新樹社、1948年）
- フランコ・サツケツテイ『フィレンツェの人々』（日本評論社<世界古典文庫>、1949年）、2巻分刊
  - フランコ・サケッティ『ルネッサンス巷談集』（岩波文庫、1981年）、改訳版
- ジュゼッペ・ベルト『山賊』（岩波書店、1952年）
- パルミーロ・トリアッティ『婦人問題講話』（大月書店<国民文庫>、1954年）
- 『レオナルド・ダ・ヴィンチの手記』 （岩波文庫（上下）、1954-58年)
- ジャンニ・ロダーリ『チポリーノの冒険』（岩波少年文庫、1956年）
- グイド・ファビアーニ『黒い手と金の心』安藤美紀夫共訳（岩波少年文庫、1957年、新版1992年）
- カルロ・コローディ『ピノッキオの冒険』（岩波少年文庫、1958年、新版2000年）
- ジャンニ・ロダーリ『青矢号のぼうけん』（岩波書店<岩波おはなしの本>、1965年)
- ルネ・レッジャーニ『犬と五人の子どもたち』（岩波書店、1968年、新版1977年）
- エドモンド・デ・アミーチス『クオレ』（河出書房<少年少女世界の文学>24、1968年、新版1993年）

## 作家論・評伝
- 平野栄久『杉浦明平論：定点を生きる』（オリジン出版センター、1989年）
- 別所興一・鳥羽耕史・若杉美智子『杉浦明平を読む』（風媒社、2011年）
- 『明平さんのいる風景：杉浦明平生前追想集』（玉井五一・はらてつし編、風媒社、1999年）

## 受賞歴
- 1972年（昭和46年）「小説渡辺崋山」で第26回毎日出版文化賞[13]
- 1977年（昭和52年）第30回中日文化賞[13]
- 1995年（平成7年）「ミケランジェロの手紙」の翻訳で第31回日本翻訳出版文化賞翻訳特別功労賞[13]

### 逐次刊行物
- 野間宏「杉浦明平著「ルネサンス文学研究」評」『未来』第2号、潮流社、1948年11月。
- 寺田, 透「杉浦明平著「作家論」」『近代文学』第7巻第6号、近代文学社、1952年6月。
- 小田切, 秀雄「杉浦明平著「現代日本の作家」」『文学』第24巻第12号、岩波書店、1956年12月。
- 藤枝, 静男「正確周到に尽された描写-杉浦明平「小説渡辺華山」」『群像』第27巻第2号、講談社、1972年2月。

### 書籍
- 平野, 栄久『杉浦明平論：定点を生きる』オリジン出版センター、1989年。
- 『丸山眞男集 第5巻 一九五〇‐一九五三』岩波書店、1995年。
- 玉井五一、はらてつし 編『明平さんのいる風景：杉浦明平生前追悼集』風媒社、1999年。
- 宮本則子 編『立原道造と杉浦明平：往復書簡を中心として』立原道造記念館、2002年。
- 田原市博物館 編『杉浦明平の世界：「みんぺーさん」の記憶と魅力』田原市博物館、2010年。
- 田原市教育委員会 編『ふるさとの偉人を訪ねる: 田原を築いた人々』田原市教育委員会〈田原の文化財ガイド〉、2011年3月。
- 若杉美智子、鳥羽耕史、別所興一『杉浦明平を読む』風媒社、2011年。
- 田原市博物館 編『杉浦明平の眼：生誕一〇〇年』田原市博物館、2013年。
- 若杉美智子、鳥羽耕史 編『杉浦明平暗夜日記1941-1945：戦時下の東京と渥美半島の日常』一葉社、2015年。
- 『杉浦明平・井上光晴 新日本文学全集 第19巻』集英社、1964年10月27日。